# Prawdziwe historie
Prawdziwe historie (Nederlands: Echte geschiedenis) is een Poolse filmserie ontwikkeld door en voor de televisiezender TVN. Elke film duurt ongeveer 90 minuten en vertelt een waargebeurd verhaal.

## Uitgekomen films

### 2010
| Krzysztof | Krzysztof | Krzysztof                                                               | Krzysztof |
| --- | --------- | ----------------------------------------------------------------------- | --------- |
| De rijke familie Orłowiczów is een gerespecteerde familie met veel connecties in hogere kringen. De oudste dochter Alicja heeft zich binnen het familiebedrijf opgewerkt tot rechterhand van haar vader, de enige zoon Krzysztof is een lanterfanter, en de jongste dochter Dorota zit nog op school. Na het verlovingsfeest van Alicja en haar partner komt Dorota erachter dat Krzysztof ontvoerd is. De ontvoerders eisen meerdere malen losgeld. Krzysztof keert echter niet terug. Drie jaar na de ontvoering wordt duidelijk wat er precies gebeurd is. |           |                                                                         |           |
| 2010 | 93 min    | Met onder anderen: Mateusz Janicki, Gabriela Muskała en Witold Dębicki. | IMDB      |

| Cisza | Cisza  | Cisza                                                                  | Cisza |
| --- | ------ | ---------------------------------------------------------------------- | ----- |
| Wojtek Domagała is een student die, net als enkele van zijn vrienden, als passie het beklimmen van bergen heeft. Hij kan zijn geluk dan ook niet op als hun aardrijkskundeleraar Tadeusz Brzozowski met hen naar de Tatra wil voor een klimvakantie. Op 28 januari 2003 gaat het echter mis. Wanneer ze een berg beklimmen ontstaat er vanuit het niets een lawine. |        |                                                                        |       |
| 2010 | 97 min | Met onder anderen: Edyta Olszówka, Marcin Perchuć en Mateusz Banasiuk. | IMDB  |

| Laura | Laura  | Laura                                                                       | Laura |
| --- | ------ | --------------------------------------------------------------------------- | ----- |
| Zbigniew "Zbyszek" Nowak komt uit een mijnwerkersfamilie maar weigert om de traditie voort te zetten. Dit zorgt voor een verstoorde relatie tussen zijn vader en hem. Wanneer zijn dochter Laura ernstig ziek wordt en zijn vrouw Marlene stopt met werken om hun dochter te verzorgen, stapelen de financiële problemen zich op. Ondanks zijn standpunt besluit Zbyszek om in de mijnen te gaan werken om meer geld te verdienen. Het noodlot slaat toe wanneer op 21 november 2006 de Halemba Steenkoolmijn instort en hij diep onder de grond vast komt te zitten. |        |                                                                             |       |
| 2010 | 80 min | Met onder anderen: Krzysztof Respondek, Marian Dziędziel en Julia Kornacka. | IMDB  |

### 2011
| Mój Biegun | Mój Biegun | Mój Biegun                                                             | Mój Biegun |
| --- | ---------- | ---------------------------------------------------------------------- | ---------- |
| Het verhaal over Jan Mela die, ondanks twee amputaties, de jongste persoon ooit werd die de Noordpool bezocht en nog geen acht maanden later de Zuidpool. |            |                                                                        |            |
| 2011 | 93 min     | Met onder anderen: Bartłomiej Topa, Magdalena Walach en Maciej Musiał. | IMDB       |

| Bokser                                                | Bokser | Bokser                                                                 | Bokser |
| ----------------------------------------------------- | ------ | ---------------------------------------------------------------------- | ------ |
| Het verhaal over de Poolse bokser Przemysława Salety. |        |                                                                        |        |
| 2011                                                  | 91 min | Met onder anderen: Marek Probosz, Anna Przybylska en Szymon Bobrowski. | IMDB   |

| Nad życie | Nad życie | Nad życie                                                          | Nad życie |
| --- | --------- | ------------------------------------------------------------------ | --------- |
| Het verhaal over de Poolse volleybalster Agata Mróz die, op 17-jarige leeftijd, na een beenmergtransplantatie overleed. |           |                                                                    |           |
| 2011 |           | Met onder anderen: Olga Bołądź, Michał Żebrowski en Danuta Stenka. |           |